# Weserbergland

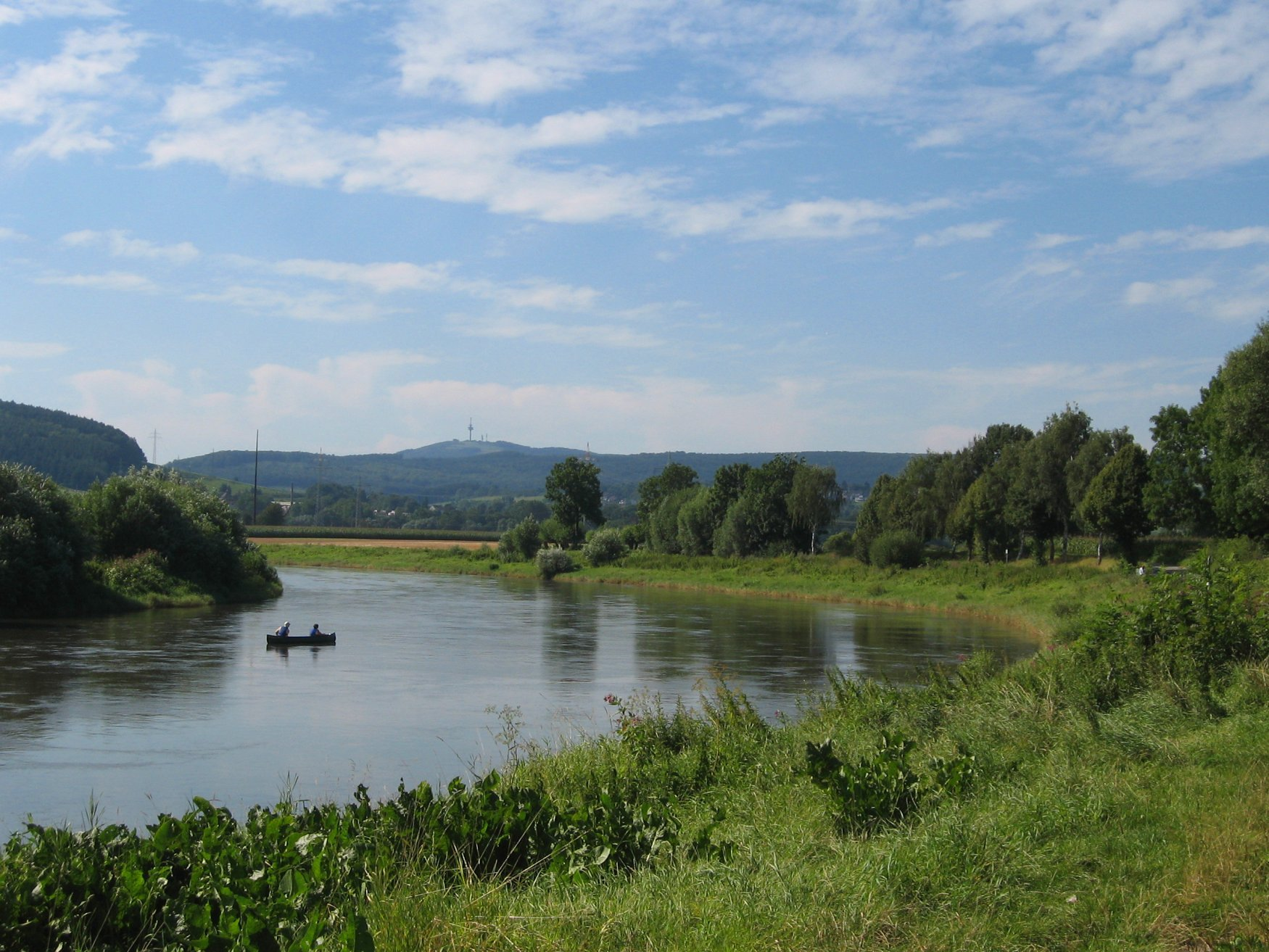
Le fleuve Weser entre Höxter et Holzminden

Le Weserbergland est une région de basse montagne (Bergland signifie en allemand « région montagneuse ») d'Allemagne entre Hann. Münden et Porta Westfalica, le long de la rivière Weser et se répartissant sur trois lands : Basse-Saxe, Hesse et Rhénanie-du-Nord-Westphalie. Les principales villes de cette région sont Bad Karlshafen, Holzminden, Höxter, Bodenwerder, Hamelin, Rinteln et Vlotho. Les contes des frères Grimm se passent dans le Weserbergland. Cette région possède aussi de nombreux édifices d’un style particulier, dit la « Weserrenaissance », une variante régionale de la Renaissance dans le domaine architectural.